# Flor de Cacao
Flor de Cacao es una localidad del estado mexicano de Chiapas. Es parte del municipio de Benemérito de las Américas.

## Demografía
| Gráfica de evolución demográfica |
|                                  |

| Censo | Población |
| ----- | --------- |
| 1980  | 335       |
| 1990  | 846       |
| 2000  | 1 068     |
| 2010  | 1 655     |
| 2020  | 2 221     |